# Portail humanitaire
Pour les articles homonymes, voir Portail (homonymie).
(ti)
 (juillet 2012).
Si vous disposez d'ouvrages ou d'articles de référence ou si vous connaissez des sites web de qualité traitant du thème abordé ici, merci de compléter l'article en donnant les références utiles à sa vérifiabilité et en les liant à la section « Notes et références ».
Un portail humanitaire est un outil interactif de communication basé sur l’échange et le réseau entre différentes entités associatives –  entre les différents acteurs de la solidarité.

## Description
Nés de l’expansion d’internet et de la volonté de communiquer de plus en plus ouvertement sur les différentes « missions » humanitaires, les portails sont devenus au fil de leur croissance des instruments de sensibilisation quant aux problématiques du monde, de recrutement et de recherche de fonds. Amélioration des relations Nord-Sud, lutte contre la pauvreté et les inégalités, renforcement des Droits de l'homme, militance en faveur de l’environnement, aide en cas de catastrophes naturelles ou de conflits armés sont autant de thèmes largement abordés sur les portails humanitaires.
Regroupant pour la plupart des associations d’aide d’urgence et de coopération au développement, la majorité se reconnaît à travers un principe fondamental : la solidarité.
Les portails humanitaires peuvent être associatifs ou indépendants, être institutionnalisés ou non – ils développent toujours une volonté de fédérer les différents protagonistes qui œuvrent pour des valeurs communes, bien souvent dites humanistes.
En règle générale, les portails se structurent de 3 différentes manières :
1. Selon des statuts associatifs
2. Selon une charte
3. Selon une rédaction modérée